# سلاتینا (پرییپویه)
سلاتینا (به صربی: Slatina) یک منطقهٔ مسکونی در صربستان است که در پریژپولجه واقع شده‌است. سلاتینا ۱۳۸ نفر جمعیت دارد.